# 日高支庁における競走馬の生産
日高支庁における競走馬の生産では、北海道日高支庁（日高振興局）における競走馬の生産について記述する。

## 歴史
日高地方において本格的な馬の生産が行われたのは江戸時代のことで、江戸幕府が現在の浦河町に馬牧を設置し、数百頭の馬を飼育した。明治時代に入り馬牧は廃止されたが、1872年に開拓使・黒田清隆が新冠牧場（現在の家畜改良センター新冠牧場）を建設し、行幸用の馬車馬を生産した。
日高地方に初めてサラブレッドが繋養されたのは1887年のことで、その後1905年に馬政局が発表した第一次馬政計画ではサラブレッドを中心とする乗用馬の生産が奨励され、1907年には第一次馬政計画を推進するために農林省が浦河町に日高種馬牧場を建設した。ただしこの時期の日高地方の農業の中心はあくまでも農作物であって馬の生産はさほど盛んではなく、馬産地としての評価は東北地方、関東地方、九州地方の方が高かった。
日高地方が日本一の馬産地として認識されるようになったのは戦後のことである。1970年に減反政策が開始され、その後まもなく第一次競馬ブームが起こると、それまで零細な規模で稲作を行っていた農家の多くが水田を牧草地に転作し、競走馬の生産を行うようになった。一方、戦前に軍馬や農業馬の産地として有名であった他の馬産地は宅地開発や土地高騰の影響による牧場用地の確保困難や、馬産の大部分を占めていた軍馬・農耕馬の需要の消滅によって衰退した。日高地方における農業生産額に占める競走馬の割合は1965年には22%であったが、1970年には63%に上昇し、それ以降60〜70%を維持し続けている。

## 特徴

### 競走馬牧場
日高支庁には、日本の競走馬生産牧場の66.5%が集まる。経営形態をみると、家族経営の牧場が9割近くを占める。そのうちの約6割は家族労働力を主体とする家族専業の経営、2割が家族労働力に加え雇用労働力を要する経営で、残りが農耕などとの複合経営や高齢農家などである。

#### 労働力
家族労働力と雇用労働力を比較すると、雇用労働力のほうが若干多い。これは競走馬の生産・育成の、他の農業形態には見られない企業的性格を示している。雇用労働力は経験や技術を要する馬の育成・調教部門において需要が多い。労働力の年齢を見ると、家族労働力については40〜50代が最も多く、他の農業形態と比較すると高齢化の程度は軽い。要因の一つとして、日高地方外から若い労働力が流入してくることが挙げられる。後継者については、確保できている生産および育成牧場が確保できていない牧場よりも多い。

#### 労働条件
従業員の労働条件については、給料については平均15〜20万円で、寮や食事がついている場合が多い。労働時間は1日10時間以上に及ぶ。労災保険には多くの牧場が加入しているが、健康保険、雇用保険、厚生年金には加入していない牧場も多い。

### 地理的条件との関係
日高地方は北海道の中では温暖で降雪量が少ないが、しばしば濃霧が発生する。また土壌は火山灰地である。日高地方の面積は約4838km2で、和歌山県や福岡県に匹敵するが、山地が多く太平洋に面しているため、耕作可能な面積は狭い。耕地率は2000年の時点で8.3%である。これは北海道の中でも最小で、土地利用型の農業が成立しにくいとされる。

### 経済面

#### クラスター構造
日高地方においては、競走馬の生産、販売という直線的な流れを基軸に、さまざまな関連産業がクラスター的に関連して一大産業を形成している。

#### 経済規模
日高地方における競走馬の販売額は、366億円である。また、生産と密接な関係を持つ種付け、育成事業の経済規模はそれぞれ139億円、56億円である。競走馬に関連する貸付額は総額412億円に及ぶ。振興局内の銀行は貸付総額の11%を、農業協同組合は68%を競走馬産業へ供給している。競走馬生産の関連産業としては、獣医、装蹄、馬の輸送、馬具、生産資材（飼料など）、共済・保険などが挙げられる。経済規模はそれぞれ8億7000万円、3億8000万円、18億円、2億円、37億円、8億2000万円で、計78億円である。